# Maxey-sur-Meuse
Maxey-sur-Meuse és un municipi francès, situat al departament dels Vosges i a la regió del Gran Est. L'any 2007 tenia 262 habitants.

## Demografia

### Població
El 2007 la població de fet de Maxey-sur-Meuse era de 262 persones. Hi havia 96 famílies, de les quals 24 eren unipersonals (4 homes vivint sols i 20 dones vivint soles), 28 parelles sense fills, 32 parelles amb fills i 12 famílies monoparentals amb fills.
La població ha evolucionat segons el següent gràfic:
Habitants censats

### Habitatges
El 2007 hi havia 138 habitatges, 102 eren l'habitatge principal de la família, 28 eren segones residències i 7 estaven desocupats. 132 eren cases i 6 eren apartaments. Dels 102 habitatges principals, 79 estaven ocupats pels seus propietaris, 22 estaven llogats i ocupats pels llogaters i 1 estava cedit a títol gratuït; 3 tenien dues cambres, 20 en tenien tres, 17 en tenien quatre i 62 en tenien cinc o més. 71 habitatges disposaven pel capbaix d'una plaça de pàrquing. A 50 habitatges hi havia un automòbil i a 38 n'hi havia dos o més.

### Piràmide de població
La piràmide de població per edats i sexe el 2009 era:
| Homes | Edats   | Dones |
| ----- | ------- | ----- |
| 0     | 95 o +  | 0     |
| 0     | 90 a 94 | 0     |
| 8     | 85 a 89 | 0     |
| 0     | 80 a 84 | 0     |
| 4     | 75 a 79 | 8     |
| 0     | 70 a 74 | 12    |
| 4     | 65 a 69 | 8     |
| 4     | 60 a 64 | 4     |
| 0     | 55 a 59 | 4     |
| 8     | 50 a 54 | 0     |
| 12    | 45 a 49 | 4     |
| 12    | 40 a 44 | 0     |
| 20    | 35 a 39 | 12    |
| 12    | 30 a 34 | 8     |
| 0     | 25 a 29 | 12    |
| 0     | 20 a 24 | 0     |
| 4     | 15 a 19 | 20    |
| 12    | 10 a 14 | 8     |
| 24    | 5 a 9   | 16    |
| 0     | 0 a 4   | 24    |

## Economia
El 2007 la població en edat de treballar era de 166 persones, 116 eren actives i 50 eren inactives. De les 116 persones actives 106 estaven ocupades (65 homes i 41 dones) i 10 estaven aturades (7 homes i 3 dones). De les 50 persones inactives 15 estaven jubilades, 15 estaven estudiant i 20 estaven classificades com a «altres inactius».

### Ingressos
El 2009 a Maxey-sur-Meuse hi havia 101 unitats fiscals que integraven 268 persones, la mediana anual d'ingressos fiscals per persona era de 15.545,5 €.

### Activitats econòmiques
Dels 6 establiments que hi havia el 2007, 5 eren d'empreses de construcció i 1 d'una empresa d'hostatgeria i restauració.
Dels 5 establiments de servei als particulars que hi havia el 2009, 2 eren paletes, 2 guixaires pintors i 1 fusteria.
L'any 2000 a Maxey-sur-Meuse hi havia 8 explotacions agrícoles que ocupaven un total de 261 hectàrees.

## Equipaments sanitaris i escolars
El 2009 hi havia una escola elemental.

## Poblacions més properes
El següent diagrama mostra les poblacions més properes.